# Colletes bruneri
Colletes bruneri är en biart som beskrevs av Swenk 1904. Colletes bruneri ingår i släktet sidenbin, och familjen korttungebin. Inga underarter finns listade i Catalogue of Life.